# Euproctis siribana
Euproctis siribana is een vlinder uit de familie spinneruilen (Erebidae), onderfamilie donsvlinders (Lymantriinae). De wetenschappelijke naam van deze soort is voor het eerst geldig gepubliceerd in 1899 door Semper.
De soort komt voor in tropisch Afrika.